# Teodora Paleologa Cantacuzena Angela
Teodora Paleologa Cantacuzena (in greco Θεοδώρα Παλαιολογίνα Καντακουζηνή?; ... – gennaio 1342) è stata una nobile bizantina. Era la moglie di Michele Cantacuzeno, primo governatore della Morea. Fu anche la madre dell'imperatore Giovanni VI Cantacuzeno.

## Biografia
Le origini di Teodora sono oscure. Lo storico Averikios Th. Papadopulos la chiama Teodora Paleologa Cantacuzena e ipotizza che fosse la figlia del generale Chandrenos (che respinse l'attacco della Compagnia Catalana a Salonicco nel 1308) e di Teodota Glabas Ducas Tarchaniotes. Quest'ultima sarebbe figlia del prōtostratōr Michele Paleologo Tarchaniotes (figlio di Niceforo Tarchaniotes) e di Maria Filantropa (figlia dell'ammiraglio Alessio Filantropeno) . Teodora sposò il governatore della Morea, Michele Cantacuzeno, intorno al 1293, e divenne madre di Giovanni Cantacuzeno (futuro imperatore bizantino Giovanni VI). Teodora morì nel 1342.